# جينا هانسن (متسابقة يخت)
جينا هانسن (بالدنماركية: Jena Hansen)‏ هي متسابقة يخت دنماركية، ولدت في 10 ديسمبر 1988.

## وصلات خارجية
- جينا هانسن على موقع أوليمبيديا (الإنجليزية)